# Taras Boulba
Taras Boulba — марка бельгийского пива, лёгкий белый эль. Варится пивоварней Brasserie de la Senne (Брюссель).

## История
Два брюссельских пивовара Бернар Лебек и Ив Де Ба в 2003 году открыли свою микропивоварню в Синт-Питерс-Леуве. Впоследствии, увеличив продажи своего пива, в 2008 году они перенесли производство в Брюссель. Лебек и Де Ба варили пиво в традиционной бельгийской манере: нефильтрованное, непастеризованное и без добавок.
Один из сортов пива они решили назвать Taras Boulba, в честь одноимённой повести Николая Гоголя. В ней главный герой Тарас Бульба вместе с двумя своими сыновьями воюет против Польши. У одного из них возникает роман с полькой. Тарас, узнав об этом, убивает своего сына. В пивоварне Brasserie de la Senne нашли у себя на родине аналогию для противостояния украинцев с поляками — в борьбе фламандцев и валлонов. На этикетке пива изображён злой мужчина с бочкой пива над головой, который замахнулся на своего сына. Подпись на брюссельском диалекте следующая: «Вот, Тарас Бульба неимоверно зол на своего сына, который женился на валлонке!»

## Интересные факты
- Бернару и Иву в своё время предлагали открыть пивоварню во Львове, но они отказались[2].